# Antioco Deiana
Antioco Deiana (Ardauli, 15 marzo 1936 – Genova, 8 giugno 1976) è stato un militare italiano, Appuntato dell'Arma dei Carabinieri, insignito di Medaglia d'oro al valor civile (alla memoria).

## Biografia
Insieme a Giovanni Saponara era la guardia di scorta del magistrato Francesco Coco. Morì a causa di un agguato armato da parte delle Brigate Rosse, avvenuto a Genova, l'8 giugno 1976. Furono uccisi anche il collega Saponara e il magistrato Coco.
Gli è stata dedicata una via nel quartiere genovese di Albaro.